# Paepalanthus crateriformis
Paepalanthus crateriformis är en gräsväxtart som beskrevs av Silveira. Paepalanthus crateriformis ingår i släktet Paepalanthus och familjen Eriocaulaceae. Inga underarter finns listade i Catalogue of Life.